# Slivnica (gmina Posedarje)
Slivnica – wieś w Chorwacji, w żupanii zadarskiej, w gminie Posedarje. W 2011 roku liczyła 834 mieszkańców.
Jest położona w Dalmacji, 6 km od Posedarja. Miejscowa gospodarka opiera się na rolnictwie. Pierwsze historyczne wzmianki o Slivnicy pochodzą z początku XIV wieku. W XVI wieku leżała na pograniczu osmańsko-weneckim. Pod koniec XVII wieku miał tu miejsce napływ ludności katolickiej.